# 罗特河谷巴特格里斯巴赫
罗特河谷巴特格里斯巴赫（德語：Bad Griesbach im Rottal，官方拼写为，發音：[baːt ˈɡʁiːsbax ʔɪm ˈʁɔtaːl] ⓘ），通称巴特格里斯巴赫（德語：Bad Griesbach），是德国巴伐利亚州下巴伐利亚行政区帕绍县的城市，面积70.13平方千米，2023年12月31日人口为9,279人。